# Bakalan Wringinpitu
Bakalan Wringinpitu is een bestuurslaag in het regentschap Sidoarjo van de provincie Oost-Java, Indonesië. Bakalan Wringinpitu telt 2290 inwoners (volkstelling 2010).